# 联合广场 (纽约市)
联合广场（Union Square）是纽约市的一个重要广场，位于百老汇大道和Bowery在19世纪初交汇处；它得名不是由于庆祝联邦的联合，而是由于指出“此处是岛上两条主要大街的交汇处”和几条电车线交汇处的事实。今天它的边界南到14街，西到联合广场西，北到17街，东到联合广场东，连接百老汇大道和公园大道南和第四大道及百老汇大街的延长线。紐約大學主校區位於這裡。